# Юруна (язык)
Юруна (Iuruna, Jaruna, Jurúna, Yudya, Yurúna) — индейский язык, на котором говорят в резервации Пакисамба, в городе Атламира штата Пара, в двух деревнях около устья реки Маритсауа-Митау, в национальном парке Шингу на севере штата Мату-Гросу в Бразилии. В 1989 году в резервацию Пакисамба прибыл один человек, а в 2007 году было уже 35 членов. В национальном парке Шингу пожилые люди говорят на португальском языке, а половина женского населения его понимают. В общем португальским менее свободно владеют пожилые, а более молодое поколение говорит на нём (2007). Это один из примерно 70 языков тупи.